# Olympische Winterspiele 2006/Teilnehmer (Türkei)
| Gelbes Symbol für Goldmedaillen mit stilisierten Olympischen Ringen | Graues Symbol für Silbermedaillen mit stilisierten Olympischen Ringen | Braundes Symbol für Bronzemedaillen mit stilisierten Olympischen Ringen |
| ------------------------------------------------------------------- | --------------------------------------------------------------------- | ----------------------------------------------------------------------- |
| —                                                                   | —                                                                     | —                                                                       |

Die Türkei nahm an den Olympischen Winterspielen 2006 im italienischen Turin mit einer Delegation von elf Athleten teil.

## Teilnehmer nach Sportarten

### Eiskunstlauf
- Tuğba Karademir

### Ski Alpin
- Tuğba Dasdemir
- Fatih Kiyici
- Hamit Şare
- Erdinc Türksever
- Duygu Ulusoy
- Erkan Yesilova
- Volkan Yurdakul

### Ski Nordisch
- Kelime Aydin
- Muhammet Kızılarslan
- Sabahattin Oğlago